# Associação de molas
A associação de molas resulta em uma mola equivalente (com uma constante elástica equivalente). A tabela a seguir compara as associações de molas lineares (que obedecem a lei de Hooke) em série e em paralelo:
| Duas molas em série                                                         | Duas molas em paralelo               |
|                                                                             |                                      |
| {\displaystyle {\frac {1}{k_{eq}}}={\frac {1}{k_{1}}}+{\frac {1}{k_{2}}}\,} | {\displaystyle k_{eq}=k_{1}+k_{2}\,} |

## Deduções das fórmulas

### Molas em série
Identificamos um conjunto de molas em série se tomarmos de dois a dois e uma de suas extremidades estarem conectadas uma na outra. A força é então distribuída por igual no conjunto.  
{\displaystyle F_{1}=F_{2}=F_{eq}}
O deslocamento total do bloco é a soma dos deslocamentos de cada mola:
{\displaystyle x_{eq}=x_{1}+x_{2}}
Através da Lei de Hooke:
{\displaystyle x_{1}={\frac {F_{1}}{k_{1}}}}, {\displaystyle x_{2}={\frac {F_{2}}{k_{2}}}} e {\displaystyle x_{eq}={\frac {F_{eq}}{k_{eq}}}}
Substituindo:
{\displaystyle {\frac {F_{eq}}{k_{eq}}}={\frac {F_{1}}{k_{1}}}+{\frac {F_{2}}{k_{2}}}={\frac {F_{eq}}{k_{1}}}+{\frac {F_{eq}}{k_{2}}}}
Dividindo ambos os lado da equação:
{\displaystyle {\frac {1}{k_{eq}}}={\frac {1}{k_{1}}}+{\frac {1}{k_{2}}}}
Se verificarmos se é verdade que:
{\displaystyle k_{eq}<k_{1}\quad ou\quad k_{eq}<k_{2}}
{\displaystyle {\frac {1}{k_{1}}}+{\frac {1}{k_{2}}}<{\frac {1}{k_{1}}}\quad e\quad {\frac {1}{k_{1}}}+{\frac {1}{k_{2}}}<{\frac {1}{k_{2}}}\qquad resulta\ em\quad k_{1}>0\ e\ k_{2}>0}
Como as constantes elásticas são positivas, a condição é satisfeita, logo a constante elástica resultante em série sempre será menor que a constante das molas separadas, ou seja, ao associamos duas molas em série, obtemos a mola equivalente mais deformável. 
Para um conjunto de molas em séries:
{\displaystyle {\frac {1}{k_{eq}}}={\frac {1}{k_{1}}}+{\frac {1}{k_{2}}}+{\frac {1}{k_{3}}}+\ldots +{\frac {1}{k_{n}}}}

### Molas em paralelo
Este tipo de configuração é caracterizado pelas duas extremidades do conjunto de molas estarem todos unidos em duas superfícies. Com a variação da distância entre as duas superfícies as deformações em todas as molas serão iguais. 
{\displaystyle x_{1}=x_{2}=x_{eq}}
Cada mola possui a sua tração:
{\displaystyle F_{eq}=F_{1}+F_{2}}
{\displaystyle F_{1}=k_{1}x_{1}} e {\displaystyle F_{2}=k_{2}x_{2}} e {\displaystyle F_{eq}=k_{eq}x_{eq}}
substituindo:
{\displaystyle k_{eq}x_{eq}=k_{1}x_{1}+k_{2}x_{2}}
Dividindo: 
{\displaystyle k_{eq}=k_{1}+k_{2}}
Ou seja, ao associamos duas molas em paralelo, obtemos a mola equivalente mais rígida.

## Equivalência em Energia Potencial

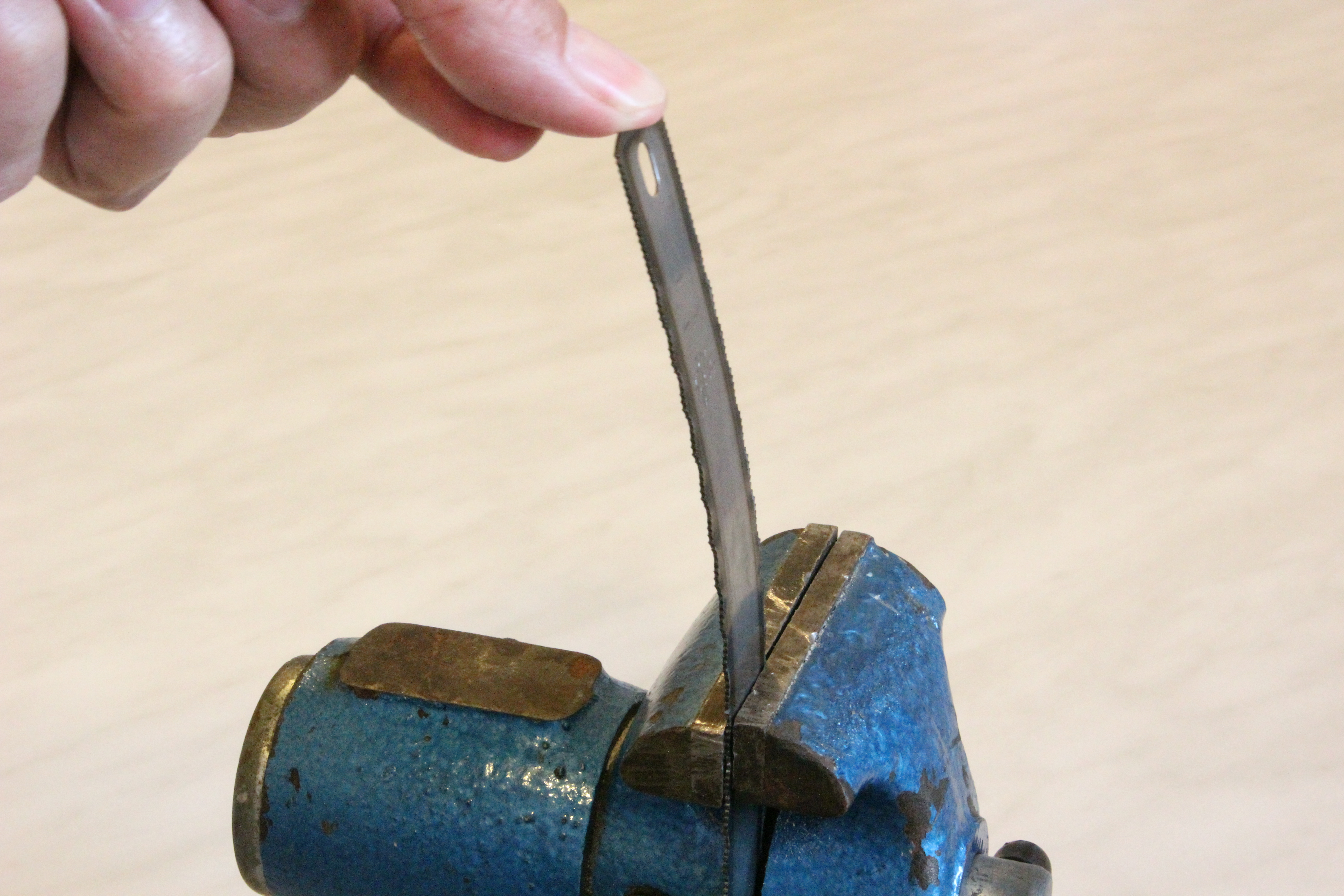
Lâmina de serra sob tensão

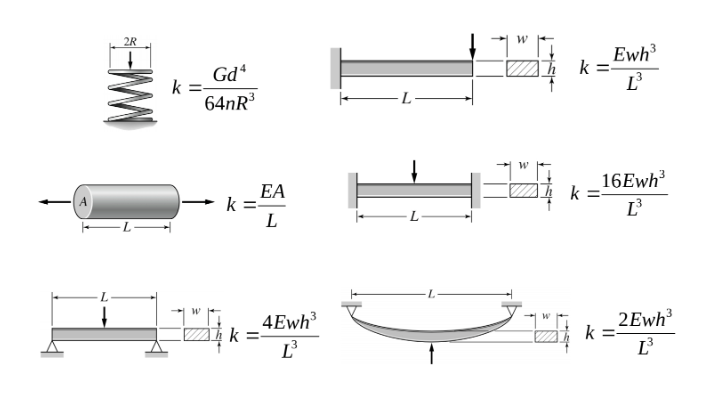
Tabela de equivalência em mola

Diferente de um sistema massa-mola convencional, as molas podem estar ligadas a componentes rígidos como polias, cilindros, blocos, hastes e alavancas que são componentes mecânicos comum em máquinas. Dada a complexidade de um sistema vibratório, a modelagem matemática do problema é utilizada para incluir detalhes de todas os componentes do sistema sem torná-lo muito complexo. Em vibrações mecânicas os componentes mecânicos que sofrem vibração são modelados como molas para uma análise mais simplificadora do problema. utilizando a associação de molas por energia potencial.
- Exemplo: A lâmina de serra presa na morsa pode ser modelada matematicamente como uma haste engastada em uma extremidade e em balanço na outra, onde é possível determinar uma constante elástica equivalente para esta haste.

A abordagem da energia potencial total é escrita como:
{\displaystyle U_{eq}=\sum U=U_{1}+U_{2}+U_{3}+\ldots +U_{n}}

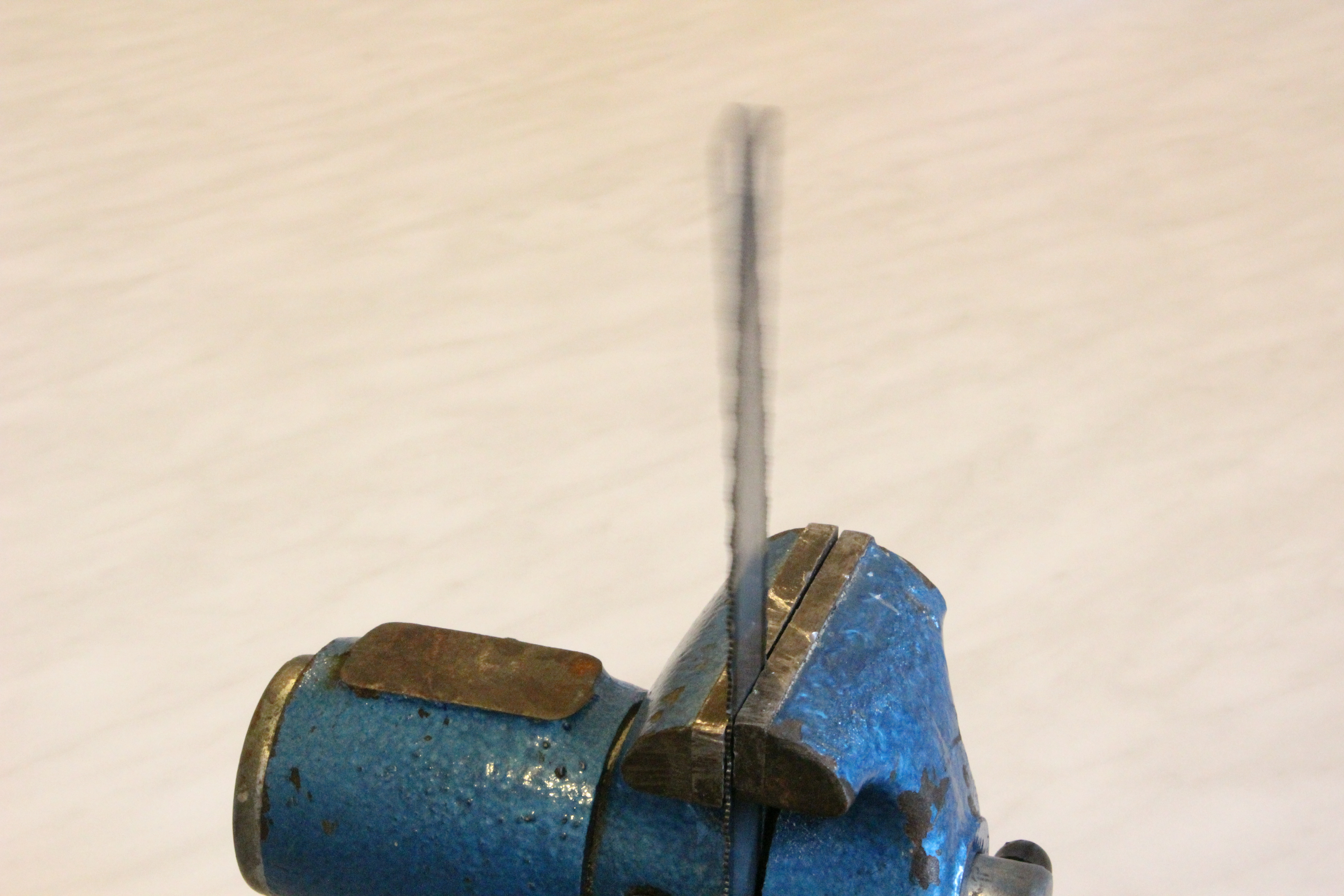
Lâmina de serra em vibração

onde o termo do lado esquerdo representa a energia armazenada na mola equivalente do sistema e o termo do lado direito representa a soma das energias potenciais armazenadas nas componentes sendo molas ou modelados como molas.
{\displaystyle U_{eq}={\frac {1}{2}}k_{eq}x^{2}}
e também do lado direito da equação:
{\displaystyle U_{1}={\frac {1}{2}}k_{1}x_{1}^{2}}
tanto {\displaystyle k_{1}}, {\displaystyle k_{2}}, {\displaystyle k_{3}} e outros são constantes que podem ser substituídas a partir da tabela de equivalência em mola .